# روئینگ در المپیک تابستانی ۲۰۲۴
روئینگ یکی از ورزش‌های المپیک تابستانی ۲۰۲۴ است که از ۲۷ ژوئیه تا ۳ اوت برگزار شده است.
این مسابقات در دو بخش مردان و زنان انجام شده.

## نتایج

### جدول مدال‌ها
*   کشور میزبان (فرانسه)
| رتبه           | NOC                     | طلا | نقره | برنز | مجموع |
| -------------- | ----------------------- | --- | ---- | ---- | ----- |
| ۱              | هلند                    | ۴   | ۳    | ۱    | ۸     |
| ۲              | بریتانیای کبیر          | ۳   | ۲    | ۳    | ۸     |
| ۳              | رومانی                  | ۲   | ۳    | ۰    | ۵     |
| ۴              | نیوزیلند                | ۱   | ۲    | ۱    | ۴     |
| ۵              | آلمان                   | ۱   | ۰    | ۱    | ۲     |
| ۵              | ایالات متحده آمریکا     | ۱   | ۰    | ۱    | ۲     |
| ۵              | ایرلند                  | ۱   | ۰    | ۱    | ۲     |
| ۸              | کرواسی                  | ۱   | ۰    | ۰    | ۱     |
| ۹              | ایتالیا                 | ۰   | ۲    | ۰    | ۲     |
| ۱۰             | کانادا                  | ۰   | ۱    | ۰    | ۱     |
| –              | ورزشکاران بی‌طرف انفرادی | ۰   | ۱    | ۰    | ۱     |
| ۱۱             | یونان                   | ۰   | ۰    | ۲    | ۲     |
| ۱۲             | استرالیا                | ۰   | ۰    | ۱    | ۱     |
| ۱۲             | سوئیس                   | ۰   | ۰    | ۱    | ۱     |
| ۱۲             | لهستان                  | ۰   | ۰    | ۱    | ۱     |
| ۱۲             | لیتوانی                 | ۰   | ۰    | ۱    | ۱     |
| مجموع (۱۵ NOC) | مجموع (۱۵ NOC)          | ۱۴  | ۱۴   | ۱۴   | ۴۲    |

### مردان
| بازی‌ها                | طلا | نقره | برنز |
| انفرادی دو پارو       | اولیویر تسایدلر · آلمان | یوهنی زالاتی · ورزشکاران بی‌طرف انفرادی | سیمون فن دورپ · هلند |
| دونفره دو پارو        | رومانی · آندری کورنا · مارتین اناکه | هلند · ملوین توئلار · استف برونینک | ایرلند · دایر لینچ · فیلیپ دویل |
| چهارنفره دو پارو      | هلند · لنارت فن لیروپ · فین فلورین · تون ویتن · کون متسماکرس                                                                                     | ایتالیا · لوکا کیومنتو · لوکا رامبالدی · جاکومو جنتیلی · آندره‌آ پانیتزا                                                                     | لهستان · فابیان بارانسکی · متئوش بیسکوپ · دومینیک چایا · میروسواو زیتارسکی                                                                                    |
| دونفره تک پارو        | کرواسی · مارتین سینکوویچ · والنت سینکوویچ | بریتانیای کبیر · اولیور وین-گریفیت · توماس جورج                                                                                             | سوئیس · رومن روسلی · آندرین گولیش |
| چهارنفره تک پارو      | ایالات متحده آمریکا · نیک مید · جاستین بست · مایکل گریدی · لیام کاریگن                                                                           | نیوزیلند · الیور مکلین · لوگن اولریک · تام ماری · مت مک‌دونالد                                                                               | بریتانیای کبیر · الیور ویلکز · دیوید آمبلر · مت آلدریج · فردی داویدسون                                                                                        |
| هشت نفره تک پارو      | بریتانیای کبیر · مورگان بولدینگ · شولتو کارنگی · روری گیبز · توماس فورد · جیکوب دوسون · چارلز الویس · توماس دیگبی · جیمز رادکین · هری برایتمور c | هلند · رالف رینکس · اولاف مولنار · ساندر ده خراف · روبن کناب · خرت-یان فن دورن · یاکوب فن ده کرکهوف · یان فن در بی · میک ماکر · دیوکه فتر c | ایالات متحده آمریکا · هنری هالینگزوورث · نیکولاس راشر · کریستین تباش · کلارک دین · کریستوفر کارلسون · پیتر چتین · ایوان اولسون · پیتر کویینتون · رایلی میلن c |
| سبک‌وزن دونفره دو پارو | ایرلند · فینتان مک‌کارتی · پل اودونوان | ایتالیا · استفانو اوپو · گابریل سوارس | یونان · پتروس گایداتزیس · آنتونیوس پاپاکونستانتینو |

### زنان
| بازی‌ها                | طلا | نقره | برنز |
| انفرادی دو پارو       | کارولین فلورین · هلند | اما توئیگ · نیوزیلند | ویکتوریا سنکوته · لیتوانی |
| دونفره دو پارو        | نیوزیلند · بروک دانوهیو · لوسی اسپورز | رومانی · نیکولتا-آنکوتا بودنار · سیمونا رادیش | بریتانیای کبیر · ماتیلدا هاجکینز-برن · بکی وایلد                                                                                             |
| چهارنفره دو پارو      | بریتانیای کبیر · لورن هنری · هانا اسکوت · لولا اندرسون · جورجینا بریشو | هلند · لایلا یوسیفو · بنته پاولیس · روس ده یونگ · تسا دولمانس                                                                                    | آلمان · مارن فولتس · تابیا شندکل · لیونی منتسل · پیا گرایتن                                                                                  |
| دونفره تک پارو        | هلند · ایمکیه کلورینگ · فرونیک میستر | رومانی · یوانا ورینچانو · رکسانا آنگل | استرالیا · جسیکا موریسون · آنابل مک‌اینتایر                                                                                                   |
| چهارنفره تک پارو      | هلند · مارلوس اولدنبورخ · هرمینتیه درنت · تینکا اوفرینس · بنته بونسترا | بریتانیای کبیر · هلن گلوور · ازمی بوث · سامانتا ردگریو · ربکا شورتن                                                                              | نیوزیلند · جکی گولر · فیبی اسپورز · داوینا وادی · کری گاولر                                                                                  |
| هشت‌نفره تک پارو       | رومانی · آدریانا آدام · رکسانا آنگل · آمالیا برش · نیکولتا-آنکوتا بودنار · ماریا-ماگدالنا روسو · ماریا تیووداریو · یوانا ورینچانو · سیمونا رادیش · ویکتوریا-اشتفانیا پترانو c | کانادا · ابیگیل دنت · کیلی فیلمر · کاشا گروچالا-وسیرسکی · مایا مشکولایت · سیدنی پین · جسیکا سویک · کریستینا واکر · اوالان ویستنیس · کریستن کیت c | بریتانیای کبیر · آنی کمپل-اورد · هولی دانفورد · امیلی فورد · لورن اروین · هایدی لونگ · روئن مک‌کلر · ایو استوارت · هریت تیلور · هنری فیلدمن c |
| سبک‌وزن دونفره دو پارو | بریتانیای کبیر · امیلی کریگ · ایموجن گرانت | رومانی · جانینا فن خرونینگن · یونلا کوزمیوک | یونان · دیمیترا کونتو · زویی فیتسیو |